# بيورن بارث
بيورن بارث (بالنرويجية: Bjørn Barth)‏ (و. 1931 – 2014 م) هو دبلوماسي نرويجي، ولد في ساندفيورد، توفي في تونسبرغ، عن عمر يناهز 83 عاماً.

## مناصب
تولى منصب سفير.